# Prepiella phoenicolopha
Prepiella phoenicolopha là một loài bướm đêm thuộc phân họ Arctiinae, họ Erebidae.